# Germana Schwaiger
Germana Schwaiger (Treviso, 1911 – Montevideo, 1999) è stata una schermitrice italiana, specializzata nel fioretto. Vinse una medaglia d'argento ed una di bronzo ai Campionati Internazionali di scherma.
Ha vinto 5 volte il titolo femminile italiano assoluto .

## Palmarès

### Risultati élite
In carriera ha ottenuto i seguenti risultati:
Mondiali
Individuale
- Argento nel fioretto a Liegi 1930

A squadre
- Bronzo nel fioretto a Varsavia 1934

Campionati italiani
Individuale
- Oro nel fioretto nel 1929
- Oro nel fioretto nel 1930
- Oro nel fioretto nel 1931
- Oro nel fioretto nel 1932
- Oro nel fioretto nel 1934

A squadre